# Ganerbinat
Dans l'ancien droit allemand des successions, un ganerbinat (en allemand : Ganerbschaft, de gan-, corruption de gemein : commun, et -erbschaft : héritage ; latinisé en ganerbinatus) était un bien familial, le plus souvent une propriété foncière, possédé en main commune par ses cohéritiers (en allemand : Ganerben).
Il ne doit pas être confondu avec l'actuelle Gesamthandsgemeinschaft.

## Origine
À l'origine, le ganerbinat résultait d'un pacte dit de confraternité, par lequel des familles nobles mettaient en commun certains de leurs biens pour se défendre mutuellement contre les brigandages. Le pacte prévoyait, le plus souvent, l'acquisition ou la construction, à frais communs, d'un château (Burg) pour y déposer les effets précieux et y placer une garnison. Le pacte confiait le gouvernement militaire du château et l'administration de ses dépendances à un comte ou grave (Graf), nommé bourgrave (Burgraf), assisté d'un certain nombre d'assesseurs, nommés Burgmaenner, choisis parmi les familles ayant part à la communauté. Le pacte prévoyait que lorsqu'une famille ganerbinale s'éteignait, sa part accroissait aux autres.

## Notions voisines
Le ganerbinat peut être rapproché du pariage, ou paréage, et du condominium.

## Exemples de ganerbinats

### Ganerbinat de Staden
La ganerbinat de Staden (Ganerbschaft Staden) était situé en Vettéravie. Il comprenait du château (de) et de la justice de Staden (de) (aujourd'hui, un quartier de Florstadt) et de ses dépendances, à savoir les quatre villages de Nieder-Mokstadt (de), Stammheim (de), Ober- (de) et Nieder-Florstadt (de) (aujourd'hui, quatre quartiers de Florstadt), celui d'Ober-Mockstadt (de) (aujourd'hui, partie de Ranstadt) et celui d'Heegheim (de) (aujourd'hui, partie d'Altenstadt). Le bourg de Staden, les villages Nieder- et Ober-Florstadt ainsi que celui de Stammheim étaient tenus en fiefs de l'évêque de Fulde ; les villages Heegheim, Nieder- et Ober-Mokstadt, de l'archevêque de Mayence. En 1750, la chambre impériale décida que les nobles de Friedberg jouiraient de 3/19 du ganerbinat ; les comtes d'Isembourg, de 8/19 ; et les nobles de Löwen, des 8/19 restants.

### Schüpfer grund
Le Schüpfer grund était un ganerbinat appartenant aux comtes de Hatzfeld, aux nobles de Hoheneck, de Gemmingen (de) et de Seyfried. Il comprenait Oberschüpf, Unterschüpf, Uiffingen, Lengenrieden et Kupprichhausen, aujourd'hui parties de Boxberg, ainsi que Sachsenflur, aujourd'hui, partie de Lauda-Königshofen.

## Autres ganerbinats
Le Historisches Lexikon der Deutschen Länder recense les ganerbinats suivants : Bechtolsheim, Berheinfeld, Bönnigheim, Brand, Bürresheim, Dittelsheim, Edelfingen (aujourd'hui, partie de Bad Mergentheim), Elfershausen, Elben, Euerbach, Falkenstein, Ginolfs (aujourd'hui, partie d'Oberelsbach), Groningen, Gundheim, Hattstein (aujourd'hui, partie de Schmitten), Heimbach (aujourd'hui, partie de Bad Schwalbach), Höschst, Ippesheim (aujourd'hui, partie de Bad Kreuznach), Kocherstetten, Künzelsau, Langenau (aujourd'hui, partie d'Obernhof), Lauschied, Liebenstein, Lindheim, Lixfeld (aujourd'hui, partie d'Angelburg), Londorf (aujourd'hui, partie de Rabenau), Martinstein, Merchingen (aujourd'hui, partie de Ravenstein), Mommenheim, Niedersaulheim (aujourd'hui, partie de Saulheim), Ostheim, Rannungen, Roßdorf, Rümmelsheim, Salzburg, Schornsheim, Schönstadt, Schwarz, Trabes, Treffurt, Vetzberg (aujourd'hui, partie de Biebertal), Waldhilbersheim, Walldorf et Winden.